# Campsicnemus wheeleri
Campsicnemus wheeleri är en tvåvingeart som beskrevs av Van Duzee 1923. Campsicnemus wheeleri ingår i släktet Campsicnemus och familjen styltflugor.
Artens utbredningsområde är Québec. Inga underarter finns listade i Catalogue of Life.